# Draga

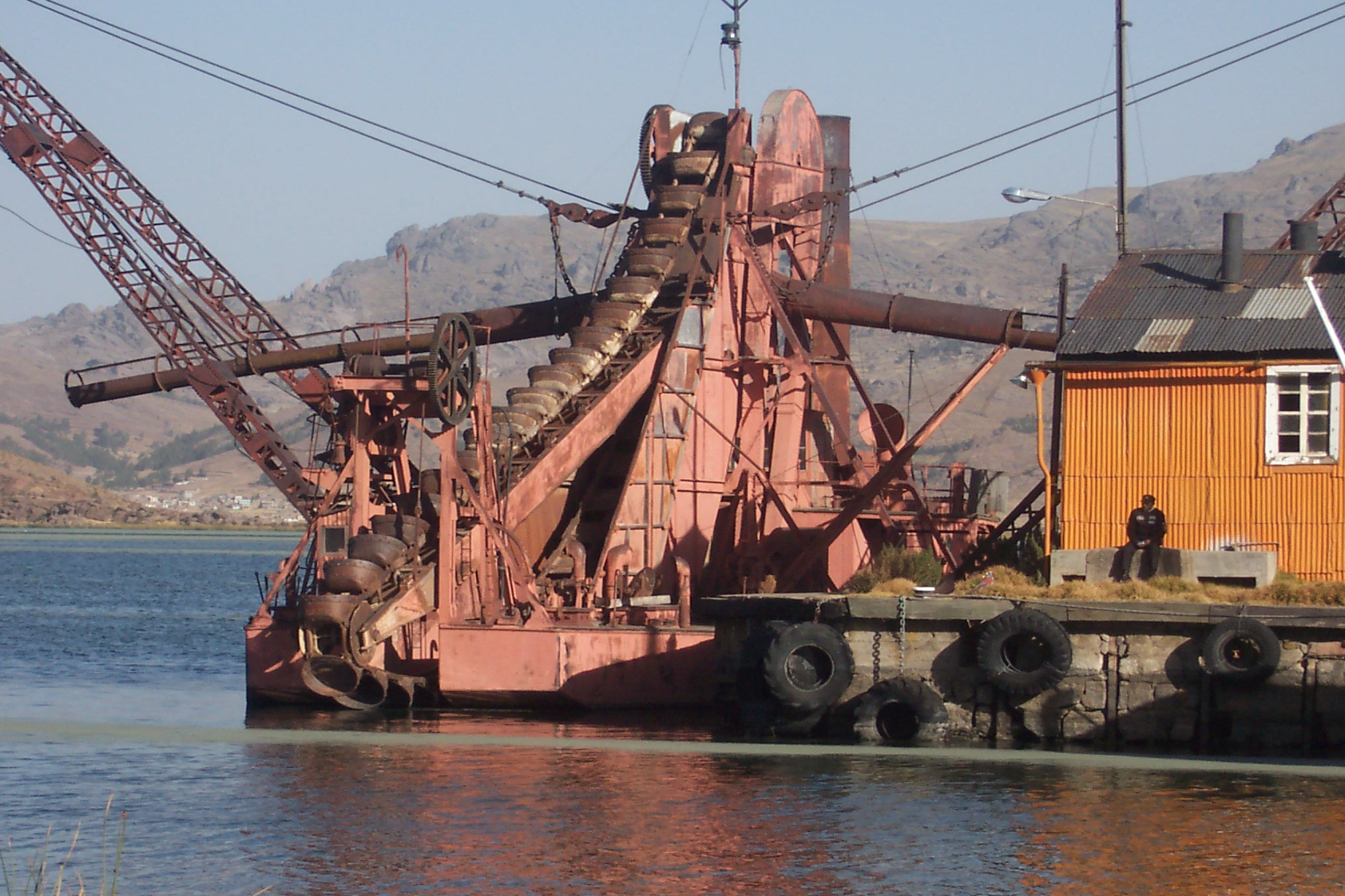
Draga con tolva continua, en el puerto de Puno.

Una draga es un equipo que puede estar instalado en una embarcación o tierra firme, que se utiliza para excavar material debajo del nivel del agua, y luego elevarlo hasta la superficie. Estas operaciones se pueden realizar en canales navegables, en puertos, dársenas o embalses.
La draga anfibia de Oliver Evans —hecha en Filadelfia, EE. UU., en 1805— fue el primer vehículo de ruedas y autopropulsado de los Estados Unidos. Llamada "máquina de lodo", era movida por vapor y fue colocada sobre ejes y ruedas de madera para su viaje de prueba en tierra seca. Tras recorrer la ciudad fue llevada a la orilla del agua y puesta a flote aprovechando la marea alta.

## Tipos de dragas
La selección de la draga viene influenciada por el tipo de material a extraer, la cantidad, la profundidad del fondo, el acabado que se quiera conseguir y la economía. Existen dos grandes grupos: las dragas mecánicas y las dragas de succión:

### Dragas mecánicas

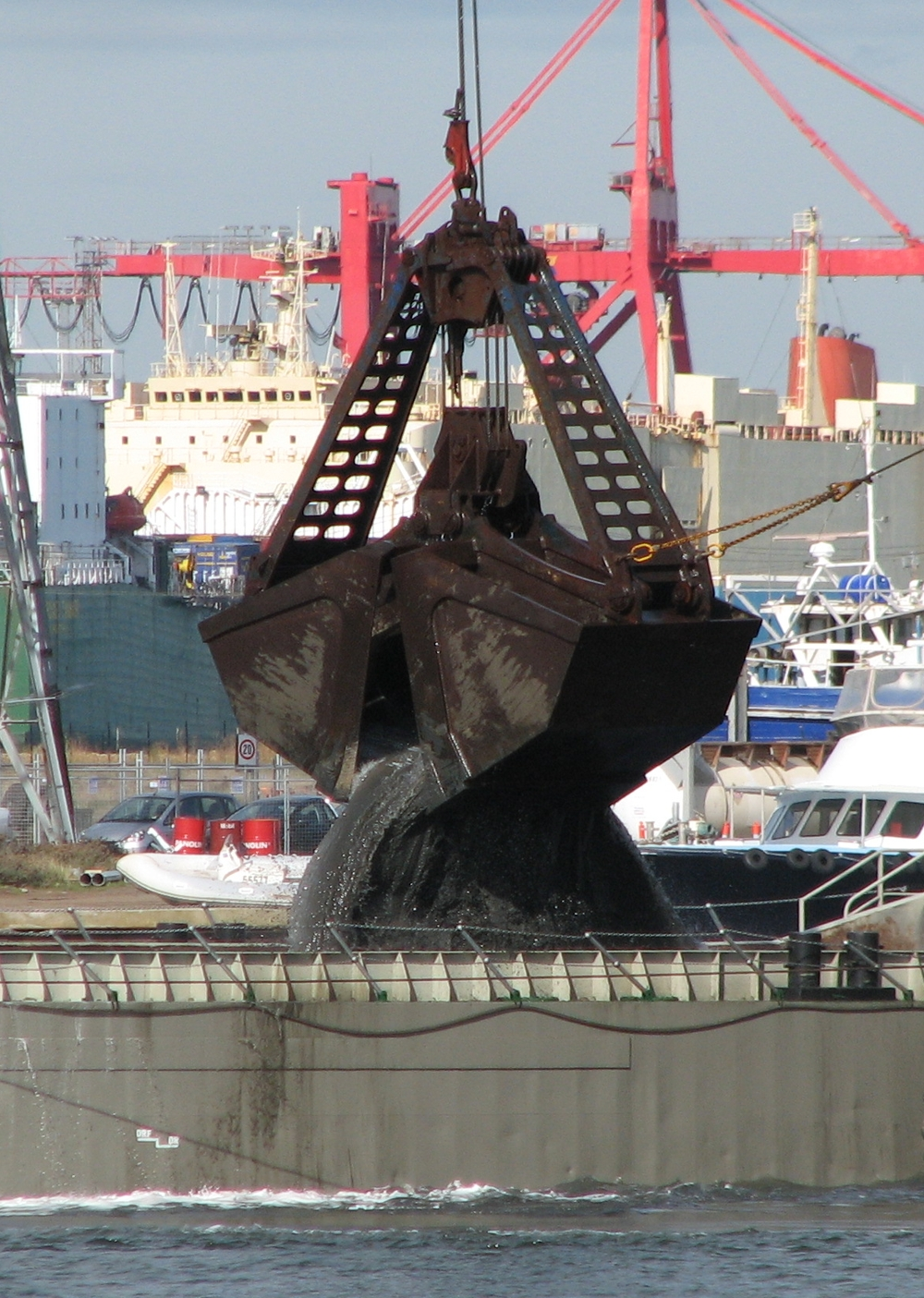
Draga de cuchara.

- La draga de cuchara[2] está compuesta por una grúa giratoria que va montada encima de un pontón. La grúa lleva una cuchara bivalva que puede alcanzar grandes profundidades (50 metros) y extrae materiales con gran precisión en sitios reducidos. Usa un sistema de fijación de spuds que son unos pilares que se hincan en el fondo o con anclas. El terreno preferible es el suelo granular, suelto o algo cohesivo debido a la baja disolución que provocan, además la cuchara es intercambiable, lo que facilita la extracción de otros materiales. Sus inconvenientes son una baja producción en comparación con otras dragas y la irregularidad del fondo, lo que implica la necesidad de un sobredragado, es decir, dragar por debajo de la cota contratada. Todo esto implica que el coste por metro cúbico excavado es más elevado.
- La draga de pala de carga frontal está constituida por un fuerte brazo que puede realizar una excavación frontal, elevar la carga, girar el brazo y depositar el material sobre gánguil. Esta draga se fija al fondo con tres spuds, dos en proa y uno en popa. La capacidad del cazo oscila entre tres y cinco metros cúbicos aunque en Estados Unidos se fabrican hasta de 20 metros cúbicos. Las ventajas es que excava muy bien rocas blandas y arcillas duras y además según excava se va abriendo a sí misma un canal.
- La draga excavadora o backhoe dredger es en esencia una excavadora montada sobre un pontón o en tierra que sirve para extraer lodos y arena generalmente usadas en puertos. Excavan bien materiales duros hasta profundidades de 24 metros. Los rendimientos son menores para excavaciones de arena. Sus inconvenientes son la baja producción y el acabado irregular del fondo si el control de la obra es malo.

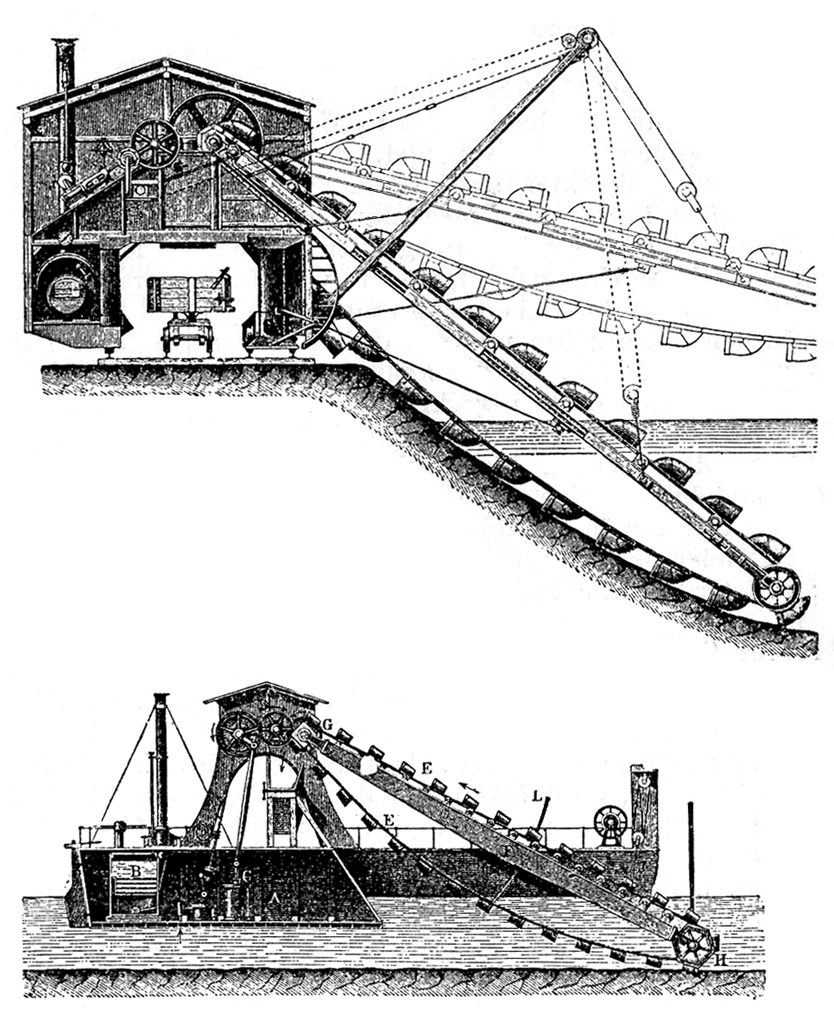
Draga de rosario.

- La draga de rosario o draga de tolva continua está formada por una cadena de cangilones montada sobre un robusto castillete. La escala de cangilones atraviesa el pontón y se hunde en el fondo para excavar el material. Después lo eleva y lo vuelca sobre el mismo pontón. Las ventajas de estas dragas son que dragan de forma continua, que la dilución que crean al excavar no es muy importante y que se puede controlar con precisión la profundidad a la que se excava. Sin embargo, son muy costosas, ocupan demasiado espacio, ya que al posicionarse necesitan mucho espacio para extender los anclajes y no son apropiadas para el trabajo en aguas someras o cuando el espesor a trabajar es pequeño. Todo esto ha hecho que estas dragas estén cayendo en desuso.
- La draga de remoción consiste en una embarcación que carga una cuchilla que va alisando el fondo. Se usa cuando el dragado ha dejado un fondo irregular para nivelar.

### Dragas de succión

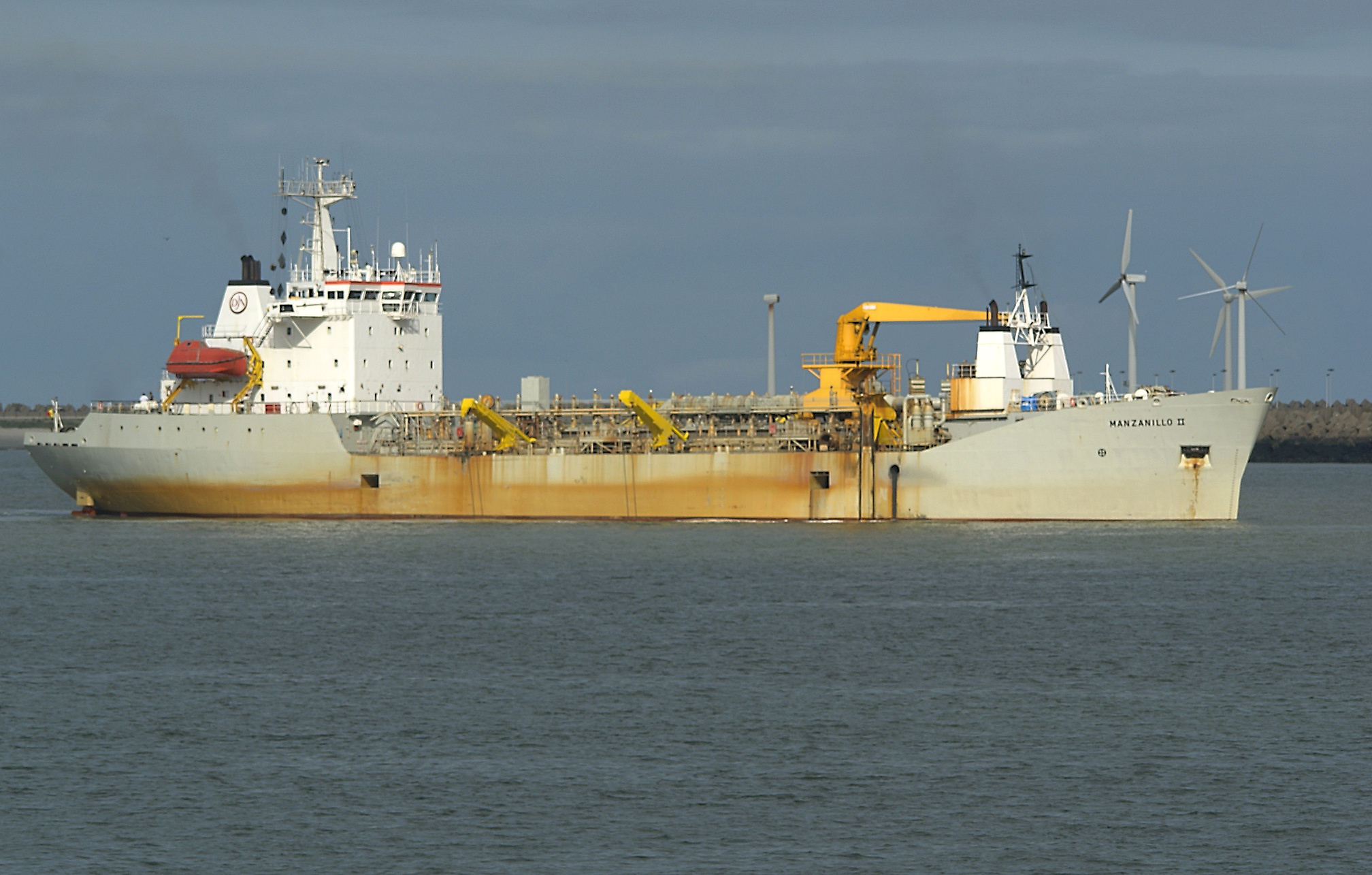
Draga de succión "Manzanillo II".

- La gran draga de succión estacionaria consiste en una embarcación que porta una tubería conectada a una bomba que absorbe el material del fondo. Existen a su vez dos tipos:
  - La impulsora simple, que consiste en una embarcación que carga la bomba y que lleva la tubería, que puede llegar hasta otro barco de transporte de material o algún sitio de destino del material como una playa.
  - La autoportadora contiene la bomba y transporta además el material dragado hasta el destino. Es apropiada para dragar materiales granulares y el acabado del fondo es irregular.
- La draga cortadora o cutter suction dredger es igual que una draga succionadora estacionaria con la diferencia de que lleva una cuchilla cortadora en la entrada de la tubería para disgregar el material. Se fija mediante spuds. Son capaces de cortar materiales con más de 500 kp/cm² de resistencia a compresión simple. Actualmente son muy usadas por tener muchas ventajas: extraer cualquier material, ser capaces de trabajar en aguas someras, dejar un fondo uniforme y tener una alta producción. Sin embargo, tienen algunos inconvenientes como son su sensibilidad a las condiciones marinas, la limitada distancia de dragado y su alto coste.

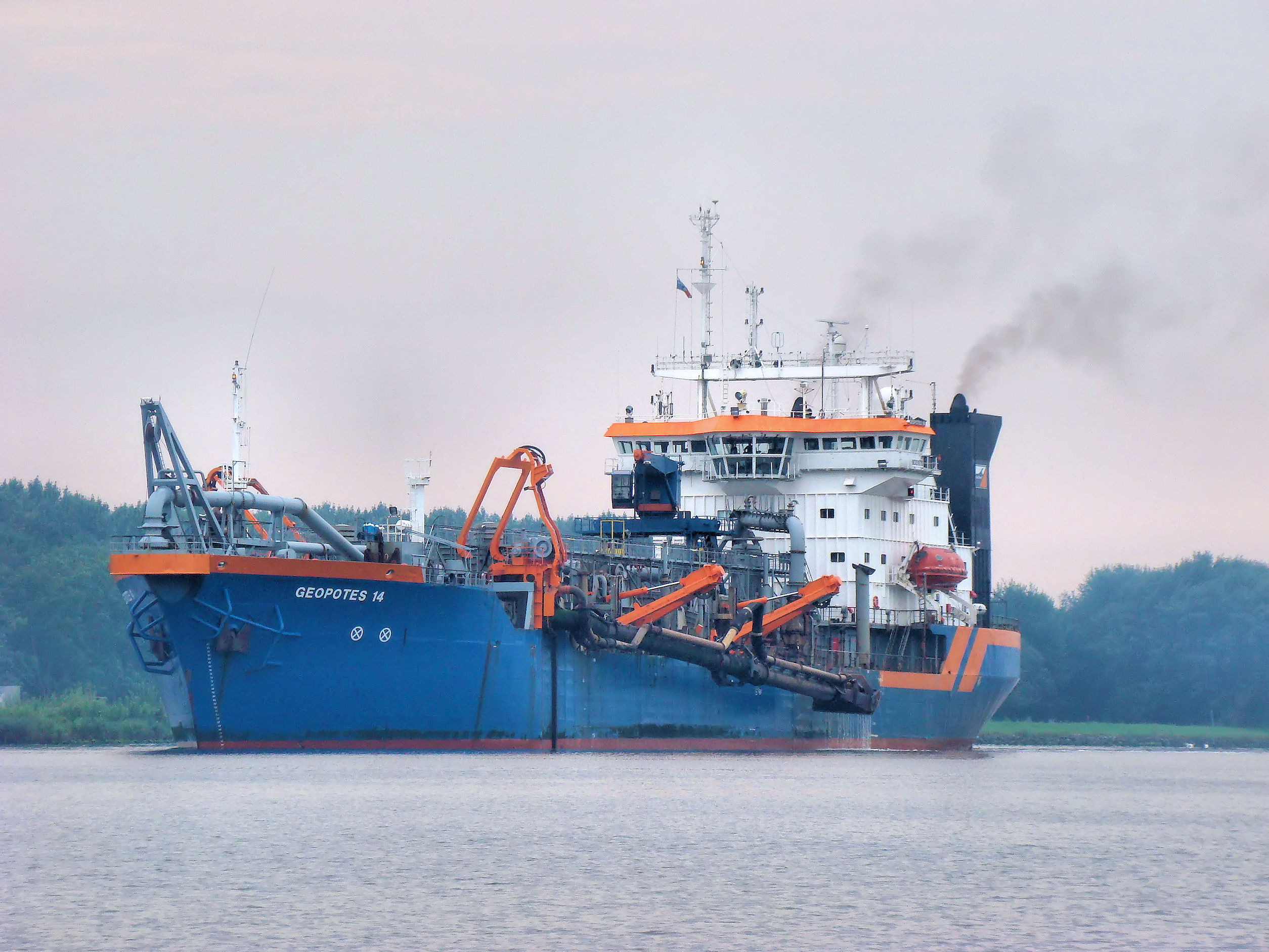
Geopotes 14 Una de las mayores dragas de succión en marcha.

- La draga de succión en marcha va succionando lentamente mientras se mueve a menos de 1 nudo a la hora por la zona de dragado.[3] El tubo a diferencia de las otras dragas de succión mira a popa. Puede transportar entre 750 y 10 000 metros cúbicos y se hace con bombas sumergidas para disminuir la longitud de la tubería de aspiración. Los materiales que succionan se limitan a arenas; si contienen algo de limo, el rendimiento baja mucho. Generalmente produce peores rendimientos que las estacionarias porque éstas generan un escalón que facilita la disgregación del material.
- La draga dustpan o recogedora de fangos está formada por un sistema de inyectores o lanzas de aguas que descomponen el material, el cual es recogido por una bomba de succión o se deja en suspensión para que el movimiento del río transporte el material lejos de allí.